# Trippel sort
Trippel sort (conosciuto anche come stooge sort) rientra nel gruppo dei peggiori algoritmi di ordinamento ed è per questo motivo poco conosciuto. A fronte di una forte inefficienza, l'algoritmo ha valore per scopi didattici ma non trova utilizzi pratici negli ordinamenti veri e propri.

## Descrizione
L'algoritmo viene presentato nella sua forma ricorsiva, che è molto semplice.
L'idea alla base dell'algoritmo è di dividere l'insieme da ordinare in due punti, suddividendone la dimensione in tre parti, di cui quella centrale grande almeno quanto le altre due. Si creano due sottoinsiemi di dimensione 2/3 che si sovrappongono per 1/3.
Successivamente vengono fatti tre ordinamenti: prima si ordinano (ricorsivamente) i primi 2/3 dell'insieme, poi i secondi 2/3, poi nuovamente i primi 2/3.
L'algoritmo si ripete quindi su dimensioni più piccole, circa 2/3, fino a quando non arriva a coppie di due elementi, che vengono ordinate con un confronto ed un eventuale scambio. Dato che l'insieme è suddiviso in sottoinsiemi che sono almeno 2/3 di quello precedente non si otterranno mai insiemi più piccoli di una coppia.

## Variante 1 (originale)
Questa è la variante originale, descritta in codice Basic.
Nelle stime il valore 2.71 è un valore arrotondato che sta per log1.5 3.
```
sub TrippelSort(A() as <integer>, L as integer, R as integer)
  dim k,size as integer
  if A(L) > A(R) then
    Swap A, L, R
  end
  size = R - L + 1
  if size >= 3 then
    k = size div 3 // divisione intera, arrotondato all'intero inferiore
    TrippelSort A, L, R - k
    TrippelSort A, L + k, R
    TrippelSort A, L, R - k
  end
end

sub Swap(A() as <integer>, i as integer, j as integer)
  dim temp as <integer>
  temp = A(i)
  A(i) = A(j)
  A(j) = temp
end

// Sostituire lo pseudotipo <integer> con quello desiderato.

```

| Caratteristiche | ricorsiva, in loco, non stabile, non parallelizzabile | ricorsiva, in loco, non stabile, non parallelizzabile | ricorsiva, in loco, non stabile, non parallelizzabile |
| Strutture dati  | vettori                                               | vettori                                               | vettori                                               |
| Casi            | migliore                                              | medio                                                 | peggiore                                              |
| Memoria         | Ω(log n)                                              | Θ(log n)                                              | Ο(log n)                                              |
| Tempo           | Ω(n2.71)                                              | Θ(n2.71)                                              | Ο(n2.71)                                              |
| Confronti       | C(n) = ∑i=0...k 3k , per n ≥ nk                       | C(n) = ∑i=0...k 3k , per n ≥ nk                       | C(n) = ∑i=0...k 3k , per n ≥ nk                       |
| Scambi          | 0                                                     | ≅S(n) / 2                                             | S(n)                                                  |

### Analisi dei confronti
Si veda prima l'analisi della variante 2, analisi che è più semplice e introduttiva a questa.
Per ogni valore di n, C(n) è costante qualunque sia l'ordine degli elementi, e vale esattamente:
C0 = 1

Ck = Ck-1 * 3 + 1

cioè Ck = ∑i=0...k 3k
per n ≥ nk , dove

n0 = 2

n1 = 3

nk = ceil(nk-1 * 1.5) - 1
(la funzione ceil(x) indica il valore di x arrotondato all'intero superiore)
n=2 ↔ C=1

n=3 ↔ C=4

n=4 ↔ C=13

n≥5 ↔ C=40

n≥7 ↔ C=121

n≥10 ↔ C=364

n≥14 ↔ C=1093

n≥20 ↔ C=3280

…
(si veda la variante 2 per un approfondimento)
se si approssima
3k+3k-1+... con 3k allora C(n) ≈ n2.71 come per la variante 2.

### Analisi degli scambi
S(n) = (n - 1) * (n - 2) / 2 + 1 - Δk , per n ≥ nk.
Δ1 = 1 per n1 = 8

Δ2 = ? per n2 = ?

…
n=2 ↔ S=1 , Smedio=0.50

n=3 ↔ S=2 , Smedio=1.17

n=4 ↔ S=4 , Smedio=2.17

n=5 ↔ S=7 , Smedio=3.57

n=6 ↔ S=11 , Smedio=5.60

n=7 ↔ S=16 , Smedio=7.99

n=8 ↔ S=21 , Smedio=10.63

n=9 ↔ S=28 , Smedio=14.14

n=10 ↔ S=36 , Smedio=18.13

…

## Variante 2 (riduzione dei confronti)
Questa è una versione migliorata. Poiché i confronti (e scambi) vengono comunque fatti quando i gruppi sono ridotti a coppie, si effettuano solo in questo caso. Questo riduce molto il numero di confronti e aumenta un po' il numero di scambi.
La variante diventa stabile.
```
sub TrippelSort(A() as <integer>, L as integer, R as integer)
  dim k,size as integer
  size = R - L + 1
  if size >= 3 then
    k = size div 3 // divisione intera, arrotondato all'intero inferiore
    TrippelSort A, L, R - k
    TrippelSort A, L + k, R
    TrippelSort A, L, R - k
  elseif A(L) > A(R) then
    Swap A, L, R
  end
end

sub Swap(A() as <integer>, i as integer, j as integer)
  dim temp as <integer>
  temp = A(i)
  A(i) = A(j)
  A(j) = temp
end

// Sostituire lo pseudotipo <integer> con quello desiderato.

```

| Caratteristiche | ricorsiva, in loco, stabile, non parallelizzabile | ricorsiva, in loco, stabile, non parallelizzabile | ricorsiva, in loco, stabile, non parallelizzabile |
| Strutture dati  | vettori                                           | vettori                                           | vettori                                           |
| Casi            | migliore                                          | medio                                             | peggiore                                          |
| Memoria         | Ω(log n)                                          | Θ(log n)                                          | Ο(log n)                                          |
| Tempo           | Ω(n2.71)                                          | Θ(n2.71)                                          | Ο(n2.71)                                          |
| Confronti       | C(n) = 3k, per n ≥ nk                             | C(n) = 3k, per n ≥ nk                             | C(n) = 3k, per n ≥ nk                             |
| Scambi          | 0                                                 | n * (n - 1) / 4                                   | n * (n - 1) / 2                                   |

### Analisi dei confronti
Per ogni valore di n, C(n) è costante qualunque sia l'ordine degli elementi.
Il valore di C(n) è del tipo 3k e aumenta a scaglioni all'aumentare di n.
I valori di n per i quali C(n) cambia sono:

2,3,4,5,7,10,14,20,29,43,64,95,142,212,317,475,712...
n=2 ↔ C=1

n=3 ↔ C=3

n=4 ↔ C=32

n≥5 ↔ C=33

n≥7 ↔ C=34

n≥10 ↔ C=35

…
da cui si ricava la relazione
Ck = 3k, per n ≥ nk
dove

n0 = 2

n1 = 3

nk = ceil(nk-1 * 1.5) - 1
(la funzione ceil(x) indica il valore di x arrotondato all'intero superiore)
semplificando nk = ceil(nk-1 * 1.5) - 1 possiamo approssimare C(n)
nk ≈ nk-1 * 1.5

nk ≈ 1.5 * 1.5 * ... = 1.5k

k ≈ log1.5 nk
e semplificando molto possiamo farla valere per ogni valore di n, togliendo gli scalini
k ≈ log1.5 n

C = 3k ≈ 3log1.5
n

log3 C ≈ log1.5n

ln C / ln 3 ≈ ln n / ln 1.5

ln C ≈ ln n * (ln 3 / ln 1.5)

ln C ≈ ln (n(ln 3 / ln 1.5))

C ≈ n(ln 3 / ln 1.5)
da cui C(n) ≈ n2.71
La semplificazione produce una approssimazione abbastanza grossolana per situazioni non al limite: a titolo indicativo nell'intervallo n = 475...711 il valore reale C = 315 è solo l'80%...27% della stima n2.71.

### Analisi degli scambi
Qui l'analisi è semplice. Da un semplice esame dei valori prodotti dal calcolo di tutti i casi possibili si può constatare che S(n) = n * (n - 1) / 2 e il caso medio è esattamente la metà.